# براد ودال
براد ودال (بالإنجليزية: Brad Woodall)‏ هو لاعب كرة قاعدة أمريكي، ولد في 25 يونيو 1969 في أتلانتا في الولايات المتحدة.

## وصلات خارجية
- براد ودال على موقعبيزبول رفرنس.كوم (الدوري الرئيسي) (الإنجليزية)
- براد ودال على موقعبيزبول رفرنس.كوم (الدوري الثانوي) (الإنجليزية)